# Kernia brachytricha
Kernia brachytricha är en svampart som först beskrevs av Lawrence Marion Ames, och fick sitt nu gällande namn av R.K. Benj. 1956. Kernia brachytricha ingår i släktet Kernia och familjen Microascaceae.   Inga underarter finns listade i Catalogue of Life.